# یواس‌اس واکر (دی‌دی-۱۶۳)
یواس‌اس واکر (دی‌دی-۱۶۳) (به انگلیسی: USS Walker (DD-163)) یک کشتی بود که طول آن ۳۱۴ فوت ۴ ۱⁄۲ اینچ (۹۵٫۸۲۲ متر) بود. این کشتی در سال ۱۹۱۸ ساخته شد.